# Nicoletta Orsomando
Nicoletta Orsomando, née Nicolina le 11 janvier 1929 à Casapulla et morte le 21 août 2021 à Rome, est une actrice et présentatrice de télévision italienne, en activité entre 1953 et 1993. Surnommée « Signorina Buonasera » (« Mademoiselle [qui dit] Bonsoir ») elle est la doyenne des speakerines italiennes.

## Biographie
Née en 1929 à Casapulla, à l'époque commune de la province de Naples, elle déménage encore petite avec sa famille à Mazzarino, puis à Lavello, à Littoria (actuelle Latina) et finalement à Rome.
Elle apparaît pour la première fois le 22 octobre 1953 dans les foyers italiens propriétaires d'une télévision, alors que les émissions télévisées en Italie sont expérimentales, pour effectuer la première annonce de speakerine. Sa carrière de présentatrice a duré quarante ans et s'est terminée le 20 novembre 1993, date de sa retraite officielle.
En 1999 elle participe à  à Su e giù, un programme de divertissement sur Raidue et le 21 janvier 2008 à Viva Radio2 Minuti animée par Fiorello. La même année, elle participe, toujours sur Raiuno, à Tutti pazzi per la tele présenté par Antonella Clerici.
En 2010, elle participe aux variétés sur Rai 1, Apprends-moi à rêver (it), dirigées par Pino Insegno. Début 2011, elle participe à Domenica in dans l'émission In Onda dirigée par Lorella Cuccarini.  En juin de la même année, Nicoletta Orsomando a participé à Hotel Patria, l'émission de Mario Calabresi (it) sur Rai 3, au cours de laquelle elle lit des lettres écrites par des gens ordinaires et des célébrités.
Nicoletta Orsomando meurt à Rome le 21 août 2021 à l'âge de 92 ans.

## Filmographie

### À la télévision (sélection)
- Speakerine à la RAI entre 1953 et 1993
- L'ami des animaux (it), 1956
- Un disco per l'estate 1966 (it), 1966
- Premio Ischia internazionale di giornalismo (it), 1981-1982
- Omaggio a Venezia, 1984

### Au cinéma
- 1955 : Piccola posta de Steno, elle-même
- 1956 : Totò lascia o raddoppia? de Camillo Mastrocinque, elle-même
- 1992 : Une famille formidable de Mario Monicelli, elle-même

## Distinction
- Oscar Capitolino, 1977

## Décoration
- Commandeur de l'ordre du Mérite de la République italienne, 1994[3],[4]